# Johann Leon
Johann Leon (* um 1531 in Ohrdruf; † um Ostern 1597 in Wölfis) war ein lutherischer Pfarrer und Kirchenliedautor.

## Leben
Leon begann sein Studium 1550 in Wittenberg. 1553 wurde er Lehrer in Erfurt und 1554 Pfarrer in Azmannsdorf. Von 1560 bis 63 und von 1568 bis 74 war er Pfarrer in Großmölsen. 1563 war er Feldprediger bei Graf Günther von Schwarzburg. 1574 wurde er Pfarrer in Wölfis bei Gotha, wo er bis zu seinem Tod blieb.

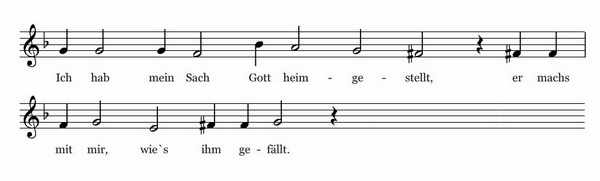
Anfang des Liedes Ich hab mein Sach Gott heimgestellt von 1589

Johann Leon schrieb zahlreiche Kirchenhymnen, so auch Ich hab mein Sach Gott heimgestellt, die Johann Sebastian Bach später als Choral (BWV 351) bearbeitete. Die Melodie dieses Liedes, die von einem unbekannten Komponisten stammt, verwendete Bach ferner im Instrumentalsatz seiner Kantate Gottes Zeit ist die allerbeste Zeit (BWV 106), sowie für seine Orgelchoräle BWV 707 und BWV 708. Auch Heinrich Schütz (SWV 305) und Georg Philipp Telemann nutzten seine Texte.

## Werke
- Erfurter Weihnachtsspiel, 1553
- Handbüchlein, von diesem Jammerthal seligklich abzusterben, Verlag von Thomam Rebart, 1560
- Trostbüchlein, 1589
- Theses Theologicae De Traditionibus, 1589